# Poste de traite Richard (Dick) White
Le poste de traite Richard (Dick) White est un ancien poste de traite situé dans le nord du Labrador à 5 km au sud-ouest de Nain, répertorié 	
structure patrimoniale par Heritage NL en 1993.

## Géographie
Le poste de traite se situe sur la même presqu'île du continent que la ville de Nain (56° 30′ 02″ N, 61° 43′ 12″ O), plus au sud, au fond d'une étroite et assez longue baie 
bordée par la presqu’île au nord et l'île Kauk Bluff au sud ouverte sur la mer du Labrador à l'est.
La végétation des lieux à la limite du climat subarctique et du climat polaire se compose de conifères dans les vallons et au bord de la baie et de toundra sur les collines rocheuses exposées.

## Histoire
Le poste de traite de fourrures a été fondé en 1912 par Richard White. Ce poste de traite situé à Kauk Bight est alors un lieu de rencontre pour les Innus et les Inuits sur la côte nord du Labrador.
En 1922, Richard White épousa Judith-Pauline White (née Hunter), une Inuite née en 1905 à Hebron, photographe amateur. Ses  photographies prises dans la région à partir des années 1920 constituent des témoignages authentiques de la vie au Labrador des années 1920 aux années 1950. Richard White décéda en 1960. Le poste de traite fut abandonné par la suite.